# Ocellularia chiriquiensis
Ocellularia chiriquiensis är en lavart som först beskrevs av Hale, och fick sitt nu gällande namn av Hale. Ocellularia chiriquiensis ingår i släktet Ocellularia och familjen Graphidaceae.   Inga underarter finns listade i Catalogue of Life.